# Sejm
Sejm, cũng được gọi là Hạ viện Ba Lan (phát âm tiếng Ba Lan: [sɛjm] ⓘ), tên chính thức là Sejm Cộng hòa Ba Lan, là hạ viện của Nghị viện Ba Lan. 
Hạ viện là cơ quan chính quyền cao nhất Đệ tam Cộng hòa Ba Lan kể từ khi chuyển đổi chính quyền vào năm 1989. Cùng với thượng viện, hạ viện tạo thành cơ quan lập pháp quốc gia được gọi là Quốc hội. Hạ viện gồm 460 dân biểu được bầu trực tiếp, nhiệm kỳ của Hạ viện là 4 năm. Người đứng đầu hạ viện được gọi là Chủ tịch Hạ viện.
Dưới thời Vương quốc Ba Lan (1385 - 1569), thuật ngữ "Sejm" dùng để chỉ toàn bộ hai viện mà được gọi chung là quốc hội, bao gồm Viện Dân biểu (Izba Poselska), Thượng viện (Senat) và Quốc vương. Các Điều khoản Henrician năm 1573 đã củng cố quyền phán quyết của quốc hội, đưa Ba Lan trở thành chế độ quân chủ tuyển cử. Kể từ Đệ nhị Cộng hòa Ba Lan, "Sejm" chỉ dùng để chỉ hạ viện của quốc hội.

## Trụ sở
Bài chi tiết: Khu phức hợp Hạ viện và Thượng viện Ba Lan
Khu phức hợp Hạ viện và Thượng viện Ba Lan là trụ sở của Thượng viện và Hạ viện.